# Anders Kempe
Anders Kempe, (AFI: [ˈkɛ̂mpə]) (Västergötland, 1622 – Altona, 1689), è stato un medico e filosofo svedese, altresì noto in Germania come Andreas Kempe. Fu attivo nel XVII secolo.

## Biografia
Ufficiale di artiglieria, combatté per la Svezia sino al 1664, quando si ritirò per divenire medico. Durante il suo servizio militare fu iniziato all'alchimia. Dopo aver esercitato la professione medica a Trondheim, si spostò a Buxtehude, in Bassa Sassonia e poi ad Amburgo.
Nel 1664 pubblicò ad Amsterdam il suo primo scritto, Perspicillum bellicum. Nel 1671 diede alle stampe Troons harmonij, che fu però giudicato pericoloso dal governo svedese, che ne ordinò il rogo in pubblica piazza.
Kempe è noto soprattutto per il suo saggio parodistico "Die Sprachen des Paradises" (La lingua del paradiso), nel quale intervenne nella discussione accademica e teologica su quale fosse l'unica lingua del mondo prima della "confusione delle lingue", avvenuta a seguito della costruzione della Torre di Babele. Questo dibattito aveva preso terreno in Scandinavia a seguito dell'interpretazione del passo di Genesi 10,5 in cui venivano citate delle isole, che furono identificate da alcuni teologi nord-europei, come Olaus Rudbeck, come quelle della Scandinavia.
Kempe affermò in maniera piuttosto ironica che il serpente tentatore si rivolse ad Eva in francese, lingua tradizionalmente legata alla seduzione, mentre Adamo si rivolse in danese a Dio, che avrebbe parlato in svedese.
Il libro Jsraels erfreuliche Botschaft (1688) gli causò il bando dalla città di Amburgo, ed infatti Kempe morì in esilio ad Altona nel 1689.

## Opere
- Perspicillum bellicum (1664)
- Probatorium theologicum, eller theologischer proberung
- Harmonia fidei et religionis
- Troons harmonij (1671)
- Den anatomeerde Graanen (1675)
- Die Schwedische Standarte erhöhet (1683)
- Die Sprachen des Paradises (1688)
- Jsraels erfreuliche Botschaft (1688)